# Чуаньшань
Чуаньша́нь (кит. упр. 船山, пиньинь Chuánshān) — район городского подчинения городского округа Суйнин провинции Сычуань (КНР).

## История
При империи Восточная Хань эти места были включены в состав уезда Дэян (德阳县) округа Гуанхань (广汉郡). При империи Восточная Цзинь в 347 году уезд был передан в состав округа Суйнин (遂宁郡).
При империи Лян уезд Дэян был переименован в уезд Сяоси (小溪县). При империи Западная Вэй уезд Сяоси был переименован в уезд Фанъи (方义县).
При империи Тан в 618 году округ Суйнин был преобразован в область Суйчжоу (遂州), а в 707 году в ней были образованы уезды Цинши (青石县) и Суйнин (遂宁县).
При империи Северная Сун в 976 году чтобы избежать использования табуированного иероглифа, входящего в личное имя нового императора, уезд Фанъи был вновь переименован в Сяоси. В 1115 году область Суйчжоу была повышена до Суйнинской управы (遂宁府). При империи Южная Сун в 1258 году к уезду Сяоси был присоединён уезд Аньцзюй (安居县).
При империи Юань в 1282 году уезды Цинши и Суйнин были присоединены к уезду Сяоси; Суйнинская управа была преобразована в область Суйнин (遂宁州).
При империи Мин в 1376 году уезд Сяоси был расформирован, а область Суйнин была преобразована в уезд Суйнин.
При империи Цин в 1653 году уезд Суйнин был присоединён к уезду Пэнси (蓬溪县), но в 1660 году восстановлен.
В 1950 году был образован Специальный район Суйнин (遂宁专区), и уезд Суйнин перешёл под его юрисдикцию. В 1958 году Специальный район Суйнин был расформирован, и уезд Суйнин перешёл под юрисдикцию Специального района Мяньян (绵阳专区). В 1968 году Специальный район Мяньян был переименован в Округ Мяньян (绵阳地区).
В 1985 году постановлением Госсовета КНР округ Мяньян был расформирован, а на его территории были образованы городские округа Мяньян, Гуанъюань и Суйнин. Уезд Суйнин был преобразован в Центральный район (市中区) городского округа Суйнин.
В 2003 году Центральный район был разделён на районы Чуаньшань и Аньцзюй.

## Административное деление
Район Чуаньшань делится на 14 уличных комитетов, 7 посёлков и 5 волостей.